# Terzo libro dei Maccabei
Il Terzo Libro dei Maccabei è un libro dell'Antico Testamento, presente nella traduzione greca della Bibbia (Septuaginta), ma non nella versione originale in ebraico (testo masoretico): viene considerato canonico dalle Chiese ortodosse e dalla Chiesa Apostolica Armena, mentre la Chiesa Cattolica, le Chiese protestanti e l'ebraismo lo considerano apocrifo.
Il Libro venne dichiarato canonico dalle chiese orientali dal Concilio in Trullo nel 692 d.C., la cui validità fu però rigettata da Papa Sergio I e, di conseguenza, dalla Chiesa Cattolica.
Nonostante il nome, il Libro non ha nulla a che vedere con la rivolta dei Maccabei contro l'Impero seleucide (descritta nel Primo e nel Secondo Libro dei Maccabei), narrando invece delle persecuzioni del faraone Tolomeo IV Filopatore contro gli ebrei alcuni decenni prima della rivolta maccabaica. Il nome in comune deriva forse dal fatto che alcuni elementi dei due Libri dei Macabbei sono citati in questo testo, come il martirio di Eleazaro o la figura di Simone Maccabeo.

## Sinossi
Il faraone Tolomeo IV Filopatore, dopo la sua sconfitta da parte del re seleucide Antioco III il Grande nella Battaglia di Rafah (217 a.C.), visita Gerusalemme ed il Secondo Tempio. Gli viene tuttavia miracolosamente impedito di entrare nell'edificio e questo lo porta ad odiare gli ebrei: al suo ritorno ad Alessandria d'Egitto, il sovrano fa arrestare tutti gli ebrei del regno per metterli a morte nel suo ippodromo. Gli ebrei che accettano di abbandonare la loro fede sono risparmiati.
Un tentativo di registrare tutti gli ebrei prima della loro esecuzione è ostacolato dal loro enorme numero. Tolomeo quindi tenta di far uccidere gli ebrei facendoli schiacciare dagli elefanti e ordina di drogare 500 elefanti in tal senso, ma l'esecuzione viene ostacolata da Dio, che fa addormentare Tolomeo.
Risvegliatosi, il faraone tenta infine di condurre gli elefanti e il proprio esercito nell'ippodromo per distruggere personalmente gli ebrei, ma dopo un'appassionata preghiera di Eleazaro, Dio invia due angeli che impediscono al faraone di portare a termine il suo genocidio.
In seguito all'apparizione degli angeli, Tolomeo dimentica la sua rabbia ed onora gli ebrei con vari privilegi ed un banchetto. Gli ebrei chiedono e ricevono il permesso di tornare a casa e di uccidere tutti gli ebrei che hanno scelto di abbandonare la loro fede per essere risparmiati. Il libro include una lettera, apparentemente di Tolomeo, in questo senso; terminato il massacro degli infedeli, gli ebrei fanno ritorno alle loro case.

## Testi
3 Maccabei è stato tramandato dal Codex Alexandrinus, mentre è assente nel Codex Vaticanus e nel Codex Sinaiticus, che include 1 e 4 Maccabei. Il Codex Venetus (VIII-IX sec.) è sostanzialmente concorde con esso. Il martire Luciano di Antiochia integrò un certo numero di manoscritti minuscoli di 3 Maccabei nella propria versione della Septuaginta, che divenne popolare in Siria, Asia Minore e a Costantinopoli.
Secondo James H. Charlesworth, la "versione di 3 Maccabei fornita dalla Peshitta siriaca (tardo IV secolo) rappresenta una versione libera ed espansa, che è principalmente di carattere lucianneo". Esiste inoltre una versione parafrastica armena risalente al IV-VI secolo.

## Storicità
Il contenuto del libro ha un carattere leggendario, che gli studiosi non sono stati in grado di legare a eventi storici provati, e ha tutte le sembianze di un romanzo. Il Libro di Daniele, che è generalmente datato al ca. 165 a.C., non menziona alcun simile attacco dei Tolomei (definiti "re del Sud") contro gli ebrei nel suo XI capitolo, sebbene faccia un lungo e dettagliato elenco di attacchi e minacce contro il Tempio. Nessun'altra fonte antica descrive tale persecuzione sotto il regno di Tolomeo IV Filopatore. Lo storico e teologo tedesco Emil Schürer definì il libro come quasi interamente fittizio. Tuttavia, la parte iniziale del Libro, che descrive la Battaglia di Rafah, è considerata generalmente accurata ed in linea con il racconto della Battaglia tramandatoci da Polibio nelle sue Storie; potrebbe essere basata sulla biografia di Tolomeo IV di Tolomeo di Megalopoli, poi andata perduta.
Secondo Moses Hadas, il nucleo storico del Libro potrebbe essere basato sul tentativo di Tolomeo IV di iniziare gli ebrei ai Misteri Dionisiaci, a cui alcuni ebrei avrebbero aderito, ma a cui la maggioranza avrebbe opposto un rifiuto, causandone la persecuzione, poi arrestatasi, da parte del Faraone. Tuttavia, questa ipotesi è fortemente speculativa.
Secondo Flavio Giuseppe molti ebrei furono messi a morte ad Alessandria durante il regno del faraone Tolomeo VIII Fiscone (146-117 a.C.) perché avevano supportato la sua rivale Cleopatra II, e tale esecuzione fu effettivamente eseguita da elefanti intossicati. Anche questo potrebbe essere il nucleo storico alla base del Terzo Libro dei Maccabei, che l'autore avrebbe trasferito in un periodo di tempo precedente, aggiungendovi una connessione a Gerusalemme.
Lo storico e teologo ebraico tedesco Adolf Bücher ritiene che il Libro potrebbe basarsi su una persecuzione effettivamente subita dagli ebrei nella regione di Faiyum durante il regno di Tolomeo IV. Bücher ritiene che tale persecuzione sia dovuta al fatto che gli ebrei nella Celesiria avessero deciso di sostenere i Seleucidi e non più i Tolomei, in seguito alla vittoria dei primi nella Quinta Guerra Siriaca; questo avrebbe attirato sugli ebrei in Egitto le ire delle autorità.
Un'altra ipotesi è che il Libro sia una polemica ebraica contro le politiche dell'imperatore romano Caligola.

## Autore
Gli studiosi concordano sul fatto che l'autore di questo libro fosse un ebreo alessandrino, che scrisse in greco. Nello stile, l'autore è incline a costrutti retorici e uno stile un po' roboante, e le tematiche del libro sono molto simili a quelle della Lettera di Aristea. Il testo inizia in una maniera un po' brusca, portando diversi studiosi a pensare che esso sia in realtà un frammento di un'opera più lunga, andata poi perduta.
La data di composizione del libro non è chiara, anche se si tende a collocarlo non molto tempo dopo  il 100 a.C., ma certamente prima della conquista romana del 30 a.C.